# Luke Browning
Luke Browning (Kingsley, 31 gennaio 2002) è un pilota automobilistico britannico, dal 2023 è membro della Driver Academy del team di Formula 1, Williams.
Nel 2020 ha vinto la Formula 4 britannica mentre nel 2022 ha trionfato nel Campionato GB3. L'anno seguente ha vinto il Gran Premio di Macao nel 2023.

## Carriera

### Gli inizi in monoposto
Luke Browning esordisce in monoposto nel 2016 correndo nel Junior Saloon Car, campionato del Regno Unito. Già nella sua prima stagione riesce a mettersi in luce vincendo una corsa e ottenendo il titolo "Henry Surtees Teen Racer of the Year 2016" dedicato allo scomparso pilota di Formula 2, Henry Surtees.
Nei due anni successivi prende parte al Campionato Ginetta Junior con il team Richardson Racing, nel suo primo anno nella serie non ottiene grandi risultati, ma nella sua seconda stagione ottiene beh otto vittorie e chiude terzo in classifica piloti dietro a Adam Smalley e Louis Foster.

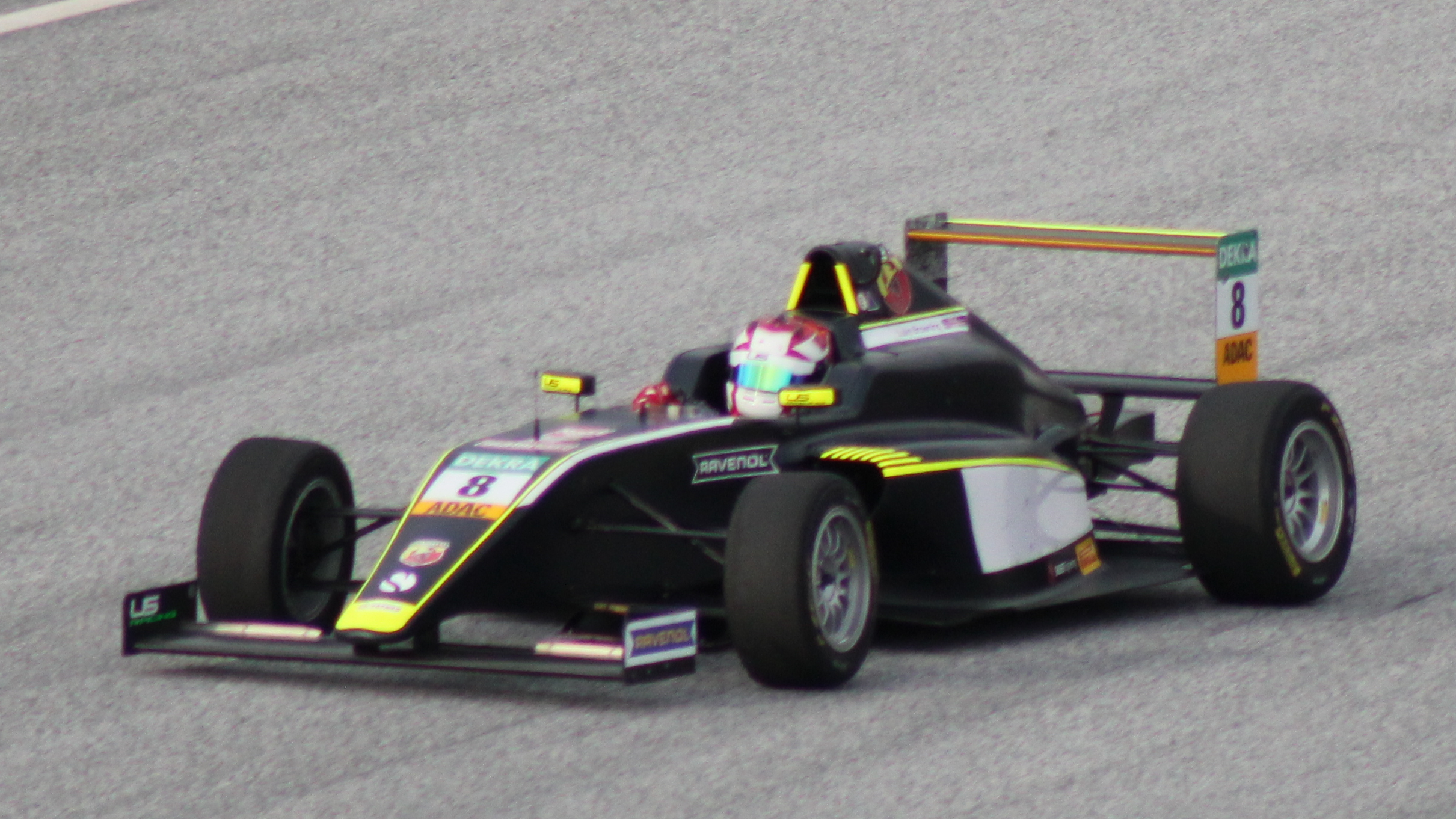
Luke Browning nel 2021 durante la Formula 4 ADAC

Nel 2019 sale di categoria passando alla Formula 4 britannica, Browning vince la gara d'esordio a Brands Hatch per poi ripetersi sul Circuito di Thruxton davanti a Zane Maloney. L'anno seguente rimane nella serie cambiando team, il britannico passa al Fortec Motorsport. Con il nuovo team ottiene sette successi e sei pole, questi risultati portano Browning a vincere il campionato davanti a Zak O'Sullivan e Casper Stevenson.
Per la stagione 2021 si unisce al team US Racing, il britannico prende parte a tre gare della Formula 4 italiana ottenendo anche un podio e poi scende in pista nel intera stagione della Formula 4 ADAC. Nella serie tedesca ottiene altri due vittorie chiudendo terzo in campionato dietro al connazionale Oliver Bearman e Tim Tramnitz. A fine anno prende parte anche a tre gare della GB3 dove trova anche una vittoria nel Circuito di Oulton Park.
Nel 2022 si unisce al team Hitech Grand Prix con cui prende parte a due round della Formula 4 degli Emirati Arabi Uniti, per poi correre l'intera stagione del Campionato GB3. Browning ottiene due vittorie nelle prime tre gare a Oulton Park, il britannico si ripete vincendo una gara a Snetterton e due a Spa-Francorchamps. Grazie a queste cinque vittorie riesce a vincere il suo secondo campionato in monoposto. A fine anno vince l'Aston Martin Autosport BRDC Award, premio riservato ai giovani piloti britannici.

### Formula 3
Nel 2023 entra nella Williams Driver Academy e rimanendo legato al team Hitech Pulse-Eight, dopo una parentesi nella Formula Regional Middle East, Browning prende parte al Campionato di Formula 3 insieme a Gabriele Minì e Sebastián Montoya. Il primo podio nella serie arriva nella prima corsa sul Circuito di Catalogna, chiudendo secondo dietro Zak O'Sullivan. La seconda parte della stagione è piuttosto negativa, il pilota britannico conquista pochi punti e chiude quindicesimo in classifica piloti. Nel novembre dello stesso anno prende parte al Gran Premio di Macao sempre con il team britannico. Browning domina l'intero weekend conquistando la pole, la vittoria nella Gara di Qualifica e nella Gara finale vincendo il Gran Premio.

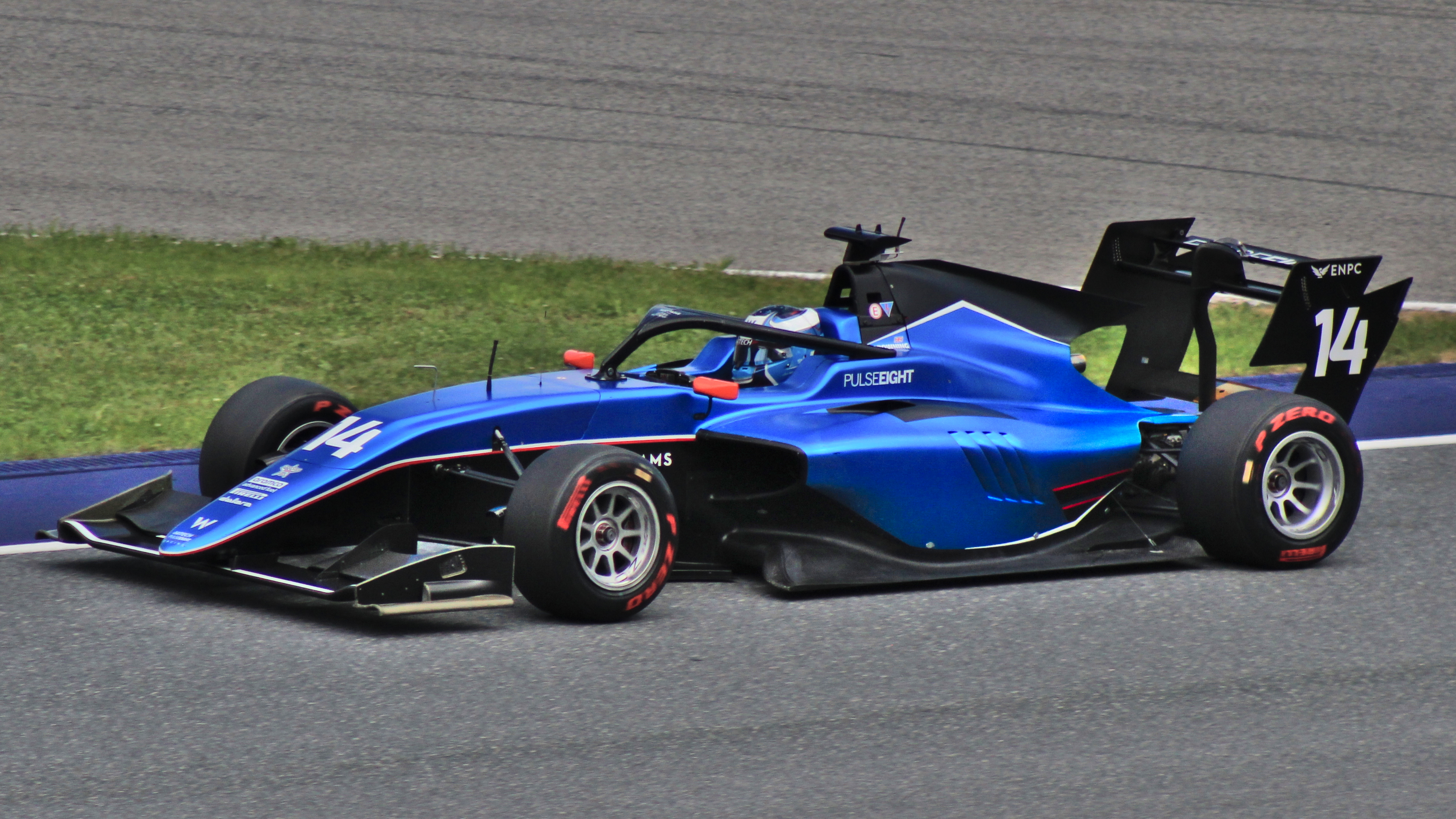
Luke Browning alla guida della Dallara F3 nel 2024

Per la stagione 2024, Browning viene confermato dal team britannico per il secondo anno in Formula 3. Nella seconda corsa di Sakhir ottiene la sua terza vittoria nella serie sopraggiungendo al traguardo davanti a Christian Mansell e Tim Tramnitz. Nella seconda gara di Montecarlo raggiunge il terzo posto dietro Gabriele Minì e Christian Mansell,mentre a Spielberg ottiene la sua seconda vittoria stagionale davanti al italiano, Minì. Grazie a questi risultati, Browning arriva a giocarsi il titolo, al ultimo round di Monza, contro Leonardo Fornaroli, Gabriele Minì e Arvid Lindblad. Dopo un promettente sesto posto in gara uno non riesce ad arrivare a punti in gara due e chiude terzo in classifica finale, dietro ai due piloti italiani.

### Formula 2
Finita la stagione di Formula 3, nel resto del 2024 passa alla Formula 2, sostituendo Zak O'Sullivan nel team ART Grand Prix. Nel 2025 disputerà tutta la stagione di Formula 2 con Hitech Pulse-Eight, team con il quale corre assieme dal 2022. Nella prima gara stagionale a Melbourne ottiene il suo primo podio nella categoria arrivando terzo dietro Joshua Dürksen e Leonardo Fornaroli.

### Test in Formula E e Formula 1
Nel 2023 prende parte ai test Rookie a Berlino della Formula E guidando per il team Neom McLaren. Avendo vinto l'Aston Martin Autosport BRDC Award ha la possibilità di scendere in pista a Silverstone con l'Aston Martin AMR21. Nel dicembre del 2024 scende in pista durante il primo turno delle prove libere del Gran Premio di Abu Dhabi con la Williams F1. Riconfermato pilota di riserva dal team di Grove anche per la stagione successiva, gareggia nel primo turno di prove libere del Gran Premio del Bahrein.

## Risultati

### Riassunto della carriera
| Stagione | Serie                            | Team               | Gare | Vittorie | Pole | GPV | Podi | Punti | Pos. |
| -------- | -------------------------------- | ------------------ | ---- | -------- | ---- | --- | ---- | ----- | ---- |
| 2016     | Junior Saloon Car                | N/A                | 18   | 1        | 1    | 2   | 3    | 116   | 9º   |
| 2017     | Ginetta Junior                   | Richardson Racing  | 26   | 0        | 1    | 0   | 0    | 210   | 11º  |
| 2017     | Junior Saloon Car                | N/A                | 1    | 0        | 0    | 0   | 0    | 1     | 23º  |
| 2018     | Ginetta Junior                   | Richardson Racing  | 26   | 8        | 3    | 8   | 18   | 648   | 3º   |
| 2019     | Formula 4 britannica             | Richardson Racing  | 30   | 2        | 2    | 1   | 9    | 268.5 | 6º   |
| 2020     | Formula 4 britannica             | Fortec Motorsport  | 26   | 7        | 6    | 7   | 16   | 412.5 | 1º   |
| 2021     | Formula 4 italiana               | US Racing          | 3    | 0        | 0    | 1   | 1    | 27    | 15º  |
| 2021     | Formula 4 ADAC                   | US Racing          | 18   | 2        | 0    | 2   | 8    | 220   | 3º   |
| 2021     | Drexler Automotive Formula 4 Cup | US Racing          | 2    | 2        | ?    | 1   | 2    | 50    | 3º   |
| 2021     | Campionato GB3                   | Fortec Motorsports | 3    | 1        | 0    | 0   | 1    | 35    | 25º  |
| 2022     | Formula 4 EAU                    | Hitech Grand Prix  | 8    | 0        | 0    | 0   | 1    | 64    | 11º  |
| 2022     | Campionato GB3                   | Hitech Grand Prix  | 24   | 5        | 5    | 8   | 13   | 507   | 1º   |
| 2023     | Formula Regional Middle East     | Hitech Grand Prix  | 6    | 0        | 0    | 0   | 0    | 8     | 26º  |
| 2023     | Formula 3                        | Hitech Pulse-Eight | 18   | 2        | 0    | 0   | 2    | 41    | 15°  |
| 2023     | Gran Premio di Macao             | Hitech Pulse-Eight | 2    | 2        | 1    | 2   | 2    | 41    | 1º   |
| 2024     | Formula 3                        | Hitech Pulse-Eight | 20   | 2        | 1    | 1   | 2    | 128   | 3º   |
| 2024     | Formula 2                        | ART Grand Prix     | 6    | 0        | 0    | 0   | 0    | 7     | 26°  |

* Stagione in corso.

### Campionato GB3
(legenda) (Le gare in grassetto indicano la pole position) (Le gare in corsivo indicano Gpv)
| Stagione | Squadra           | 1   | 2   | 3   | 4   | 5   | 6   | 7   | 8   | 9   | 10  | 11  | 12  | 13  | 14  | 15  | 16  | 17  | 18  | 19  | 20  | 21  | 22  | 23  | 24  | Punti | Pos. |
| -------- | ----------------- | --- | --- | --- | --- | --- | --- | --- | --- | --- | --- | --- | --- | --- | --- | --- | --- | --- | --- | --- | --- | --- | --- | --- | --- | ----- | ---- |
| 2022     | Hitech Grand Prix | OUL | OUL | OUL | SIL | SIL | SIL | DON | DON | DON | SNE | SNE | SNE | SPA | SPA | SPA | SIL | SIL | SIL | BRH | BRH | BRH | DON | DON | DON | 507   | 1º   |
| 2022     | Hitech Grand Prix | 1   | 1   | Rit | 2   | 3   | 171 | Rit | 2   | 97  | 2   | 1   | 146 | 1   | 1   | 184 | 10  | 11  | 515 | 2   | 2   | 97  | 2   | 2   | 79  | 507   | 1º   |

### Formula Regional Middle East
(legenda) (Le gare in grassetto indicano la pole position) (Le gare in corsivo indicano Gpv)
| Stagione | Squadra           | 1   | 2   | 3   | 4   | 5   | 6   | 7   | 8   | 9   | 10  | 11  | 12  | 13  | 14  | 15  | Punti | Pos. |
| -------- | ----------------- | --- | --- | --- | --- | --- | --- | --- | --- | --- | --- | --- | --- | --- | --- | --- | ----- | ---- |
| 2023     | Hitech Grand Prix | DUB | DUB | DUB | KMT | KMT | KMT | KMT | KMT | KMT | DUB | DUB | DUB | ABU | ABU | ABU | 8     | 26º  |
| 2023     | Hitech Grand Prix |     |     |     | 7   | 9   | 20  | 16  | 14  | Rit |     |     |     |     |     |     | 8     | 26º  |

### Risultati in Formula 3
(legenda) (Le gare in grassetto indicano la pole position) (Le gare in corsivo indicano Gpv)
| Anno | Team               | 1   | 2   | 3   | 4   | 5   | 6   | 7   | 8   | 9   | 10  | 11  | 12  | 13  | 14  | 15  | 16  | 17  | 18  | 19  | 20  | Punti | Pos. |
| ---- | ------------------ | --- | --- | --- | --- | --- | --- | --- | --- | --- | --- | --- | --- | --- | --- | --- | --- | --- | --- | --- | --- | ----- | ---- |
| 2023 | Hitech Pulse-Eight | BHR | BHR | MEL | MEL | MON | MON | CAT | CAT | RBR | RBR | SIL | SIL | HUN | HUN | SPA | SPA | MNZ | MNZ |     |     | 41    | 15º  |
| 2023 | Hitech Pulse-Eight | 12  | 11  | 1   | 5   | 13  | 7   | 1   | 8   | 11  | 22  | 14  | Rit | 11  | 12  | 8   | 23  | SQ  | 23  |     |     | 41    | 15º  |
| 2024 | Hitech Pulse-Eight | SAK | SAK | MEL | MEL | IMO | IMO | MON | MON | CAT | CAT | RBR | RBR | SIL | SIL | HUN | HUN | SPA | SPA | MNZ | MNZ | 128   | 3º   |
| 2024 | Hitech Pulse-Eight | 15  | 1   | 28  | 4   | Rit | 4   | 8   | 3   | 12  | 5   | 11  | 1   | 24  | 8   | 8   | 12  | 12  | 6   | 6   | 20  | 128   | 3º   |

### Risultati in Formula 2
(legenda) (Le gare in grassetto indicano la pole position) (Le gare in corsivo indicano Gpv)
| Stagione | Team           | 1   | 2   | 3   | 4   | 5   | 6   | 7   | 8   | 9   | 10  | 11  | 12  | 13  | 14  | 15  | 16  | 17  | 18  | 19  | 20  | 21  | 22  | 23  | 24  | 25  | 26  | 27  | 28  | Punti | Pos. |
| -------- | -------------- | --- | --- | --- | --- | --- | --- | --- | --- | --- | --- | --- | --- | --- | --- | --- | --- | --- | --- | --- | --- | --- | --- | --- | --- | --- | --- | --- | --- | ----- | ---- |
| 2024     | ART Grand Prix | BHR | BHR | JED | JED | ALB | ALB | IMO | IMO | MON | MON | CAT | CAT | RBR | RBR | SIL | SIL | HUN | HUN | SPA | SPA | MNZ | MNZ | BAK | BAK | LUS | LUS | YMC | YMC | 7     | 26°  |
| 2024     | ART Grand Prix |     |     |     |     |     |     |     |     |     |     |     |     |     |     |     |     |     |     |     |     |     |     | 11  | 7   | 11  | 16  | 6   | 15  | 7     | 26°  |
| 2025     | Hitech TGR     | ALB | ALB | BHR | BHR | JED | JED | IMO | IMO | MON | MON | CAT | CAT | RBR | RBR | SIL | SIL | SPA | SPA | HUN | HUN | MNZ | MNZ | BAK | BAK | LUS | LUS | YMC | YMC | 73*   |      |
| 2025     | Hitech TGR     | 3   | C   | 10  | 2   | 9   | 6   | 3   | 2   | 3   | 4   | 6   | 20  |     |     |     |     |     |     |     |     |     |     |     |     |     |     |     |     | 73*   |      |

* Stagione in corso.

### Risultati completi Gran Premio di Macao
| Anno | Team               | Auto         | Qualifica | Gara |
| ---- | ------------------ | ------------ | --------- | ---- |
| 2023 | Hitech Pulse-Eight | Dallara F319 | 1°        | 1°   |

### Risultati in Formula 1
| 2024 | Scuderia | Vettura |  |  |  |  |  |  |  |  |  |  |  |  |  |  |  |  |  |  |  |  |  |  |  |    | Punti | Pos. |
| ---- | -------- | ------- |  |  |  |  |  |  |  |  |  |  |  |  |  |  |  |  |  |  |  |  |  |  |  | -- | ----- | ---- |
| 2024 | Williams | FW46    |  |  |  |  |  |  |  |  |  |  |  |  |  |  |  |  |  |  |  |  |  |  |  | SP |       |      |

| 2025 | Scuderia | Vettura |  |  |  |    |  |  |  |  |  |  |  |  |  |  |  |  |  |  |  |  |  |  |  |  | Punti | Pos. |
| ---- | -------- | ------- |  |  |  | -- |  |  |  |  |  |  |  |  |  |  |  |  |  |  |  |  |  |  |  |  | ----- | ---- |
| 2025 | Williams | FW47    |  |  |  | SP |  |  |  |  |  |  |  |  |  |  |  |  |  |  |  |  |  |  |  |  |       |      |

| Legenda | 1º posto     | 2º posto | 3º posto    | A punti         | Senza punti/Non class.  | Grassetto – Pole position Corsivo – Giro più veloce Apice – Risultato Sprint (A punti) |
| Legenda | Squalificato | Ritirato | Non partito | Non qualificato | Solo prove/Terzo pilota | Grassetto – Pole position Corsivo – Giro più veloce Apice – Risultato Sprint (A punti) |